# JUMP NO.1
《JUMP NO.1》은 Hey! Say! JUMP의 첫 번째 앨범이다.

## 개요
- 2007년 9월 24일 데뷔로부터 약 2년 8개월만에 발매된 첫 번째 앨범.
- 이 앨범 발매에 대한 정보는 《Hey! Say! 2010 TEN JUMP》 5월 4일 요코하마 아레나 공연 중에 발표되었다.
- 초회한정반은 40P 프리미엄 북클릿, 통상 초회반은 40P 스페셜 북클릿, 통상반은 27P 통상 북클릿이 들어있다.
- 데뷔곡 〈Ultra Music Power〉부터 최신곡 〈눈동자의 스크린〉까지 5곡의 싱글을 비롯해, 〈정열JUMP〉, 〈Memories〉 등 처음으로 CD로 발매되는 곡 뿐만 아니라, 멤버들이 직접 작사, 작곡, 편곡, 연주에 참여한 노래가 수록되었다.

## 수록곡

### 초회한정반·통상반 공통
1. DREAMER
작사 : 야부 코타 / 작곡 : BOUNCEBACK / 편곡 : 타카하시 테츠야·사토 야스시
2. INFINITY
작사 : 야오토메 히카루 / 작곡 : 우치다 토모유키 / 편곡 : CHOKKAKU / 피아노 : 이노오 케이
3. 瞳のスクリーン / 눈동자의 스크린
작사 : 무라노 족규 / 작곡 : 마카이노 코지 / 편곡 : 스즈키 마사야
야마다 료스케 주연 NTV 토요드라마 《좌목탐정 EYE》 주제가.
4. 真紅 / 진홍
작사 : 야마다 료스케 / 작곡 : Fredrik Hult / 편곡 : h-wonder
5. ガンバレッツゴー！ / 간바렛츠고! (Hey! Say! 7)
작사 : 후지바야시 쇼코·MAKOTO / 작곡, 편곡 : h-wonder
6. 情熱JUMP / 정열 JUMP
작사 : ma-saya / 작곡 : BOUNCEBACK
7. すまいるそんぐ / 스마일 송
작사 : 치넨 유리 / 작곡 : Shusui·Hirofumi Sasaki / 편곡 : 이시즈카 토모키 / 탬버린 : 모리모토 류타로
8. Memories
작사 : ma-saya / 작곡 : 카토 유 / 편곡 : 사토 야스시·단게 마사오
야마다 료스케 주연 NTV 토요드라마 《좌목탐정 EYE》 주제가.
9. Dreams come true
작사 : 쿠보타 요지 / 작곡 : 쿠보타 요지 / 편곡 : 마카이노 코지 / 편곡 : CHOKKAKU
10. Time
작사 : 타카키 유야 / 작곡 : 히라타 쇼이치로 / 편곡 : 아리오카 다이키·Eddy
11. Score (Hey! Say! BEST)
작사 : 야부 코타 / Rap 작사 : 야오토메 히카루 / 작곡 : Joey Carbone·STEVEN LEE / 편곡 : 마에구치 아유미·단게 마사오
12. Your Seed
작사 : ma-saya / 작곡 : h-wonder / 편곡 : ha-j
영화 《쿵푸팬더》 이미지 송.
13. アイ☆スクリーム / 아이☆스크림
작사, 작곡 : 야오토메 히카루 / 편곡 : 이소자키 켄지·요시오카 타쿠 / 기타 : 오카모토 케이토
14. 真夜中のシャドーボーイ / 한밤중의 섀도 보이
작사 : ma-saya / 작곡 : 마카이노 코지·이시즈카 토모키
NTV 토요드라마 《스크랩 티쳐~교사 재생~》 주제가.
15. Dash!!
작사 : 나카지마 유토 / 작곡 : 하라 카즈히로 / 편곡 : 가와바타 료세이·시미즈 아키오
16. Ultra Music Power
작사 : MSS / 작곡 : 마카이노 코지 / 편곡 : CHOKKAKU
17. Thank You 〜僕たちから君へ〜 / Thank You ~우리로부터 너에게~
작사 : Hey! Say! JUMP / 작곡 : STEVEN LEE / 편곡 : 후나야마 모토키 / Song Co-ordination : Joey Carbone

| 이전 'to LOVE' 니시노 카나 | Oricon weekly No.1 앨범 2010년 7월 19일 | 다음 'HOLIDAYS IN THE SUN' YUI |

Hey! Say! JUMP